# Бюльбюль лісовий
Бюльбю́ль лісовий (Arizelocichla masukuensis) — вид горобцеподібних птахів родини бюльбюлевих (Pycnonotidae). Мешкає в Танзанії і Малаві.

## Підвиди
Виділяють два підвиди:
- A. k. kakamegae (Sharpe, 1900) — північно-східна, центральна і південна Танзанія;
- A. k. kungwensis Moreau, 1941 — південно-західна Танзанія, північне Малаві.

Жовтий бюльбюль (Arizelocichla kakamegae) раніше вважався підвидом лісового бюльбюля.

## Поширення і екологія
Лісові бюльбюлі живуть в гірських і рівнинних тропічних лісах.